# Николина Врекић
Николина Врекић (Врбас, 7. новембар 2004) позната и под уметничким именом НИККИ је српска манекенка.

## Биографија
Николина је рођена у Врбасу, а тренутно студира пословну економију на Универзитету у Новом Саду.

### Манекенска каријера
Постала је позната у модној индустрији због своје сарадње са неким од најпрестижнијих модних кућа. Посебно се истиче њено учешће на ревијама кућа Dior и Chanel у Паризу. Представљена је од стране агенције Next Management у Милану.